# 메타 골딩
메타 골딩(Meta Golding, 1979년 11월 2일 ~ )은 미국, 아이티의 배우이다.